# 大暗斑

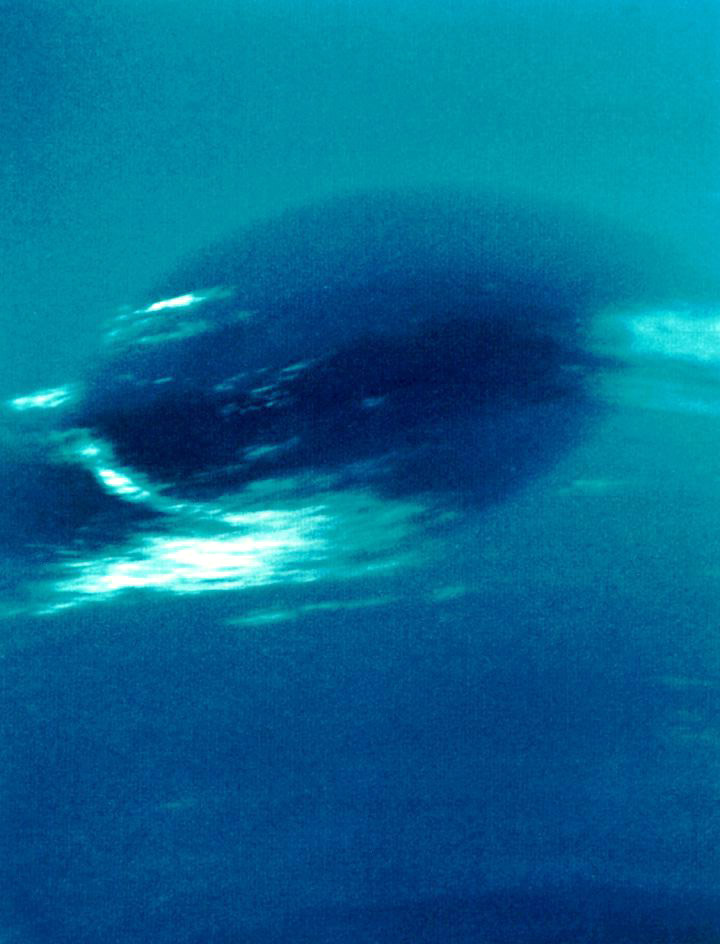
ボイジャー2号で撮影された大暗斑

大暗斑（だいあんはん　大黒斑 だいこくはん、英語: Great Dark Spot、GDS-89）とは、海王星において見られた暗い楕円形の部分である。木星の大赤斑と類似しているが、これは力学的な渦ではなく、地球のオゾンホールのような大気成分の薄い場所であったと考えられている。
大暗斑はNASAのボイジャー2号の1989年5月24日の観測で発見されたと、ボイジャー2号最接近時のテレビ特集で報道されている。その後ボイジャー2号の海王星フライバイの際に詳細に調査され、大きさは木星の斑と同程度で、南半球に位置していた。風速は最大で2400km/hであり、海王星でもっとも速い風が観測された。大暗斑はフライバイの間変形し続け、様々な写真が撮影された。大暗斑は海王星圏外から見て反時計回りに回転していたと考えられている。大暗斑の上空には、地球の巻雲に相当するメタンと氷の雲が集中していた。
ハッブル宇宙望遠鏡によって1994年に観測したところ、大暗斑は消滅し、類似の斑が北半球にあらわれていた。大暗斑がなぜこのような地点に現れるのか、またこの現象が海王星では常態なのか異様なのかは未解明のまま残されている。